# Keetia lukei
Keetia lukei är en måreväxtart som beskrevs av Diane Mary Bridson. Keetia lukei ingår i släktet Keetia och familjen måreväxter.
Artens utbredningsområde är Kenya. Inga underarter finns listade i Catalogue of Life.